# Ouanaminthe (arrondissement)
Ouanaminthe (em crioulo, Wanament), é um arrondissement do Haiti, situado no departamento do Nordeste. De acordo com o censo de 2003, Ouanaminthe tem uma população total de 109594 habitantes.

## Comunas
O arrondissement de Ouanaminthe é composto por três comunas.
- Capotille
- Mont-Organisé
- Ouanaminthe